# Pływanie na Letnich Igrzyskach Olimpijskich 2016 – 400 m stylem zmiennym kobiet
400 m stylem zmiennym kobiet – jedna z konkurencji pływackich, które odbyły się podczas XXXI Igrzysk Olimpijskich w Rio de Janeiro. Eliminacje i finał odbyły się 6 sierpnia.
Minima kwalifikacyjne wyznaczone przez FINA wyniosły 4:43,46 (minimum A) i 4:53,38 (minimum B).
Tytułu mistrzyni olimpijskiej z Londynu broniła Ye Shiwen.

## Terminarz
Wszystkie godziny podane są w czasie brazylijskim (UTC-03:00) oraz polskim (CEST).
| Data            | Godzina rozpoczęcia | Godzina rozpoczęcia |            |
| Data            | UTC-03:00           | CEST                |            |
| --------------- | ------------------- | ------------------- | ---------- |
| 6 sierpnia 2016 | 14:32               | 19:32               | Eliminacje |
| 6 sierpnia 2016 | 22:49               | 3:49                | Finał      |

## Rekordy
Przed zawodami rekord świata i rekord olimpijski wyglądały następująco:
| Rekord            | Zawodniczka | Czas    | Miejsce | Data          |
| ----------------- | ----------- | ------- | ------- | ------------- |
| Rekord świata     | Ye Shiwen   | 4:28,43 | Londyn  | 28 lipca 2012 |
| Rekord olimpijski | Ye Shiwen   | 4:28,43 | Londyn  | 28 lipca 2012 |

W trakcie zawodów ustanowiono następujące rekordy:
| Data       | Etap konkurencji | Zawodniczka    | Czas    | Rekord |
| ---------- | ---------------- | -------------- | ------- | ------ |
| 6 sierpnia | finał            | Katinka Hosszú | 4:26,36 | ,      |

## Wyniki

### Eliminacje
| Miejsce | Wyścig | Tor | Zawodniczka            | Państwo           | Czas    | Uwagi |
| ------- | ------ | --- | ---------------------- | ----------------- | ------- | ----- |
| 1.      | 5      | 4   | Katinka Hosszú         | Węgry             | 4:28,58 | Q,    |
| 2.      | 5      | 3   | Mireia Belmonte García | Hiszpania         | 4:32,75 | Q     |
| 3.      | 4      | 4   | Madeline DiRado        | Stany Zjednoczone | 4:33,50 | Q     |
| 4.      | 5      | 5   | Hannah Miley           | Wielka Brytania   | 4:33,74 | Q     |
| 5.      | 4      | 3   | Aimee Willmott         | Wielka Brytania   | 4:34,08 | Q     |
| 6.      | 5      | 2   | Elizabeth Beisel       | Stany Zjednoczone | 4:34,38 | Q     |
| 7.      | 5      | 7   | Sakiko Shimizu         | Japonia           | 4:34,66 | Q     |
| 8.      | 4      | 5   | Emily Overholt         | Kanada            | 4:36,54 | Q     |
| 9.      | 3      | 2   | Nguyễn Thị Ánh Viên    | Wietnam           | 4:36,85 |       |
| 10.     | 4      | 6   | Miho Takahashi         | Japonia           | 4:37,33 |       |
| 10.     | 4      | 8   | Keryn McMaster         | Australia         | 4:37,33 |       |
| 12.     | 3      | 4   | Sydney Pickrem         | Kanada            | 4:38,06 |       |
| 13.     | 5      | 8   | Zsuzsanna Jakabos      | Węgry             | 4:38,52 |       |
| 14.     | 4      | 2   | Barbora Závadová       | Czechy            | 4:38,53 |       |
| 15.     | 3      | 5   | Joanna Maranhão        | Brazylia          | 4:38,88 |       |
| 16.     | 5      | 6   | Blair Evans            | Australia         | 4:38,91 |       |
| 17.     | 2      | 7   | Matea Samardžić        | Chorwacja         | 4:39,41 |       |
| 18.     | 3      | 8   | Wiktorija Zeynep Güneş | Turcja            | 4:41,79 |       |
| 19.     | 3      | 7   | Maria Vilas Vidal      | Hiszpania         | 4:42,52 |       |
| 20.     | 2      | 2   | Anja Crevar            | Serbia            | 4:43,19 |       |
| 21.     | 3      | 6   | Franziska Hentke       | Niemcy            | 4:43,32 |       |
| 22.     | 5      | 1   | Lara Grangeon          | Francja           | 4:43,98 |       |
| 23.     | 3      | 1   | Fantine Lesaffre       | Francja           | 4:44,47 |       |
| 24.     | 1      | 5   | Martina van Berkel     | Szwajcaria        | 4:45,12 |       |
| 25.     | 1      | 3   | Tanja Kylliäinen       | Finlandia         | 4:45,33 |       |
| 26.     | 3      | 3   | Luisa Trombetti        | Włochy            | 4:45,52 |       |
| 27.     | 4      | 7   | Ye Shiwen              | Chiny             | 4:45,86 |       |
| 28.     | 2      | 3   | Victoria Kaminskaya    | Portugalia        | 4:46,03 |       |
| 29.     | 1      | 4   | Jördis Steinegger      | Austria           | 4:47,84 |       |
| 30.     | 2      | 4   | Sara Franceschi        | Włochy            | 4:48,48 |       |
| 31.     | 2      | 6   | Virginia Bardach       | Argentyna         | 4:49,69 |       |
| 32.     | 4      | 1   | Zhou Min               | Chiny             | 4:50,38 |       |
| 33.     | 2      | 5   | Ranohon Amanova        | Uzbekistan        | 4:52,15 |       |

### Finał
| Miejsce | Tor | Zawodniczka            | Państwo           | Czas    | Uwagi |
| ------- | --- | ---------------------- | ----------------- | ------- | ----- |
| 1 !     | 4   | Katinka Hosszú         | Węgry             | 4:26,36 | ,     |
| 2 !     | 3   | Madeline DiRado        | Stany Zjednoczone | 4:31,15 |       |
| 3 !     | 5   | Mireia Belmonte García | Hiszpania         | 4:32,39 |       |
| 4.      | 6   | Hannah Miley           | Wielka Brytania   | 4:32,54 |       |
| 5.      | 8   | Emily Overholt         | Kanada            | 4:34,70 |       |
| 6.      | 7   | Elizabeth Beisel       | Stany Zjednoczone | 4:34,98 |       |
| 7.      | 2   | Aimee Willmott         | Wielka Brytania   | 4:35,04 |       |
| 8.      | 1   | Sakiko Shimizu         | Japonia           | 4:38,06 |       |